# كريستوف مولان (صحفي)
كريستوف مولان (بالفرنسية: Christophe Moulin)‏ هو مذيع وصحفي ومذيع أخبار فرنسي، ولد في 7 فبراير 1967.